# Myosotis platyphylla
Myosotis platyphylla är en strävbladig växtart som beskrevs av Pierre Edmond Boissier. Myosotis platyphylla ingår i släktet förgätmigejer, och familjen strävbladiga växter. Inga underarter finns listade i Catalogue of Life.